# Hiryū no Ken
Hiryū no Ken (飛龍の拳) est une série de jeux vidéo d'action et de combat dévéloppé par Culture Brain  à partir de 1985. Elle met en scène, le héros, Ryuhi (Rick Stalker). Shanghai Kid est le premier jeu de combat à incorporer un système de combo.

## Titres de la série
Par ordre chronologique:
- Shanghai Kid (Hokuha Syourin Hiryū no Ken) (1985, Arcade)
- Flying Dragon: The Secret Scroll (Hiryū no Ken - Ogi no Sho) (1987, NES, WiiU)
- Hiryū no Ken 2:Dragon no Tsubasa  (1988, Famicom)- J
- Fighting Simulator: 2-in-1: Flying Warriors (Hiryū Gaiden) (1990, Game Boy)
- Hiryū no Ken 3: 5 Nin no Ryū Senshi (1991, Famicom)-J
- Hiryū no Ken Special: Fighting Wars  (1991, Famicom) -J
- Flying Warriors[2],[3],[4] (1991, NES) -AN
- Hiryū no Ken S: Golden Fighter[5],[6],[7],[8],[9] (1992, Super Famicom)-J
- Ultimate Fighter  (Hiryū no Ken S : Hyper version)  (1992, SNES)
- SD Hiryū no Ken (1994, Super Famicom) -J
- SD Hiryū no Ken Gaiden (1995, Game Boy Color)
- SD Hiryū no Ken Gaiden 2 (1996, Game Boy Color)
- Virtual Hiryū no Ken (1997, Playstation)
- Flying Dragon (Hiryû no Ken Twin)(1998, N64)
- SD Hiryū no Ken Densetsu (1999, N64)-J
- SD Hiryū Ex (1999, Game Boy Color)
- Hiryū no Ken Retsuden (2000, Game Boy Color)